# Maudslay Motor Company

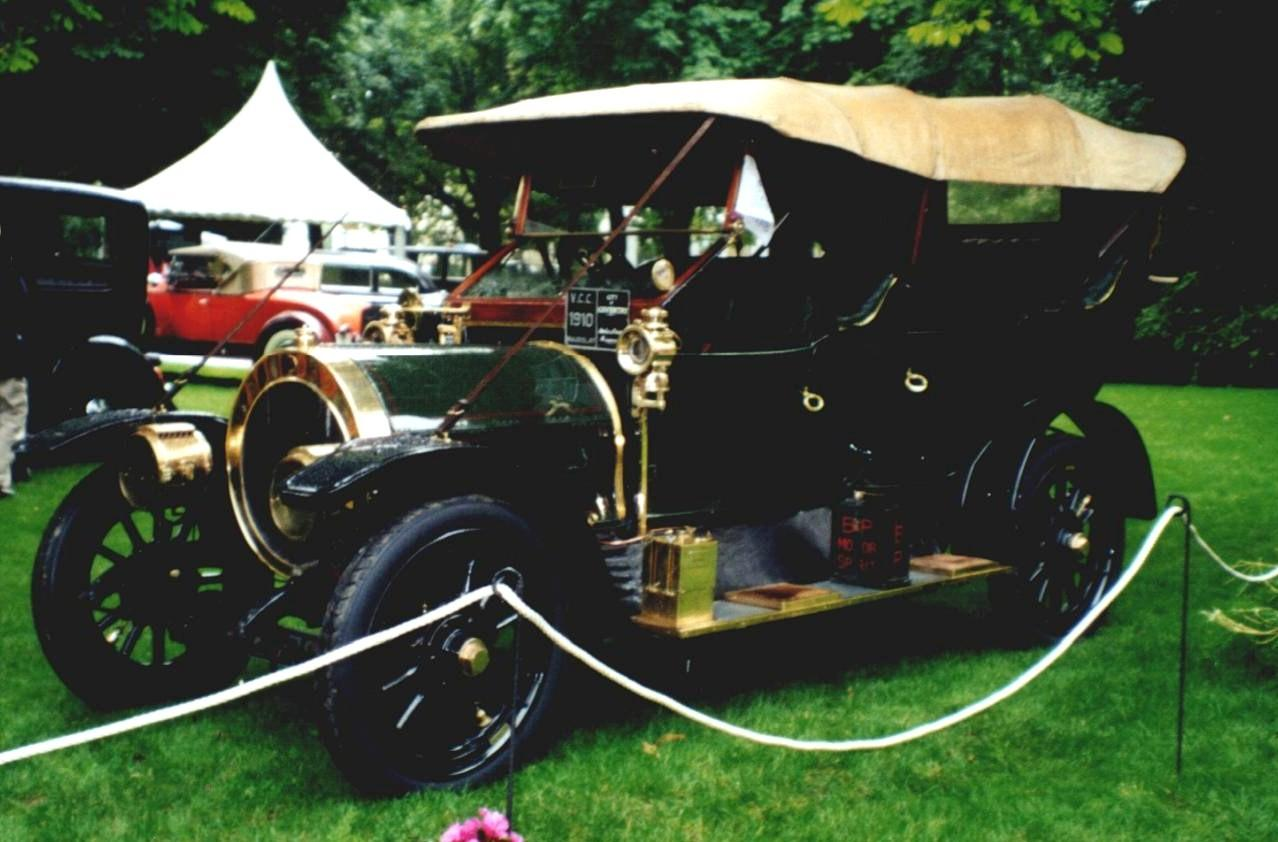
Maudslay von 1910

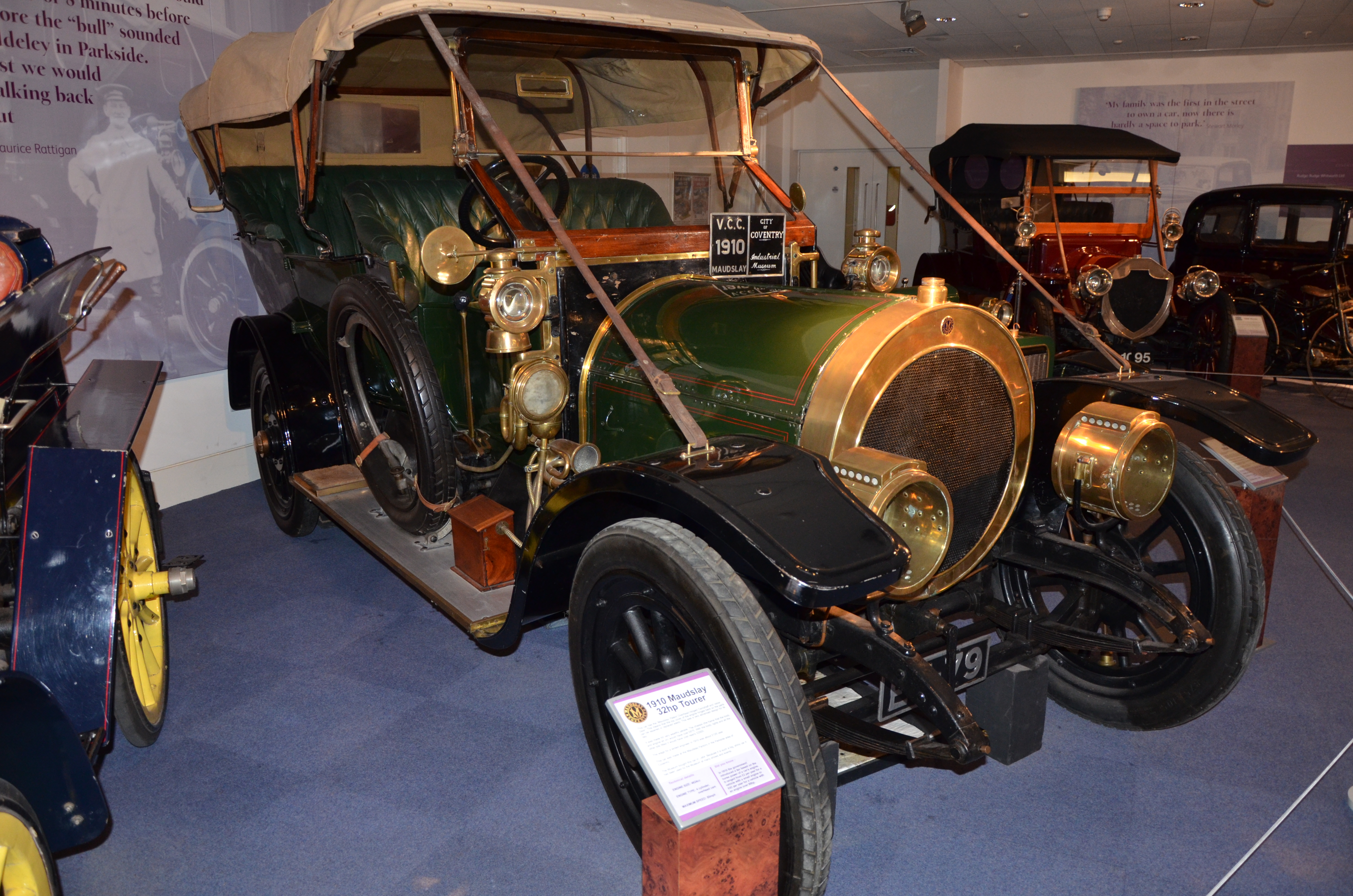
Maudslay von 1910

Maudslay war ein britischer Hersteller von Automobilen und Nutzfahrzeugen aus Alcester in der Nähe von Coventry. 1902 gegründet, wurde die Produktion 1954 eingestellt, nachdem das Unternehmen 1948 Teil der Associated Commercial Vehicles Group geworden war.

## Unternehmensgeschichte
Die Ursprünge des Unternehmens gingen auf das 1833 gegründete Ingenieurbüro Maudsley & Field zurück, das sich bei der Verbesserung des Gurney-Dampfwagens einige Verdienste erworben hatte. Die Mitglieder der Familie Maudsley betätigten sich auf vielen Gebieten des Ingenieurwesens. So wurde 1902 die Firma Maudslay Motor Company gegründet, die sich zunächst der Produktion von Automobilen und Lieferwagen widmete. 1923 wurde die Produktion von Pkw eingestellt; möglicherweise entstanden vereinzelte Fahrzeuge aus vorhandenen Komponenten bis Ende der 1920er Jahre. Es scheint, dass nebenbei Sonderkarosserien für andere Marken entstanden, so ist ein Rolls-Royce 40/50 hp „Silver Ghost“ von 1907 mit Maudslay-Wagonette Aufbau bekannt (Chassis Nr. 577), vor allem aber konzentrierte man sich auf die Herstellung von Lkw und Fahrgestellen für Omnibusse. Im Zuge der Reorganisation der britischen Nutzfahrzeugindustrie in der Folge des Transport Act 1947 wurde Maudslay 1947 von der Associated Equipment Company (AEC) übernommen und mit Crossley Motors sowie AEC zur Associated Commercial Vehicles Group (ACV) verschmolzen. Die Produktion wurde jedoch noch bis 1954 unter dem eingeführten Markennamen Maudslay fortgesetzt.

## Personenkraftwagen

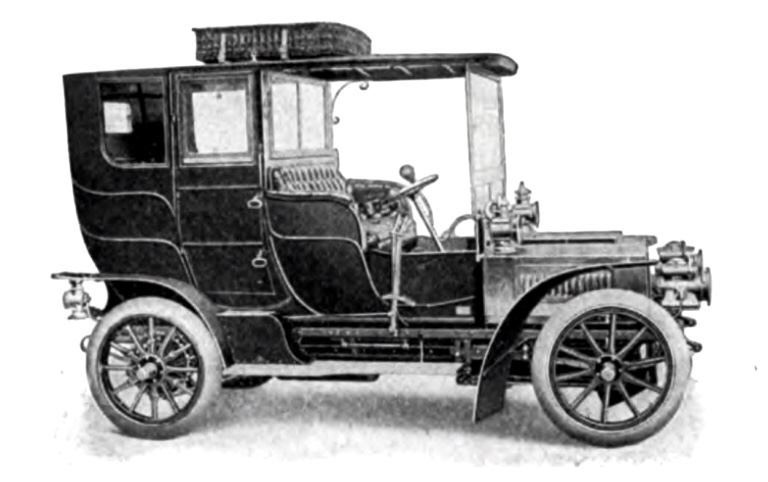
Maudslay 30/40 HP um 1906

Erstes Fahrzeug des neugegründeten Unternehmens war das Model 18 HP. Das Fahrzeug wurde von einem wassergekühlten Dreizylindermotor mit 3,383 l Hubraum angetrieben, der eine Leistung von 18 bhp abgab. 1904 wurde der Hubraum des Motors durch Vergrößerung des Hubes auf 4,828 l angehoben, was die Motorleistung auf 25 bhp brachte. Im gleichen Jahr erschien ein Sechszylindermodell, bei dem der ursprüngliche Dreizylindermotor praktisch verdoppelt wurde. Der Hubraum lag bei 6,766 l, die Leistung bei 40 bhp. Die Motoren waren mit einer obenliegenden Nockenwelle ausgestattet. In der Folge produzierte Maudslay eine Reihe von Pkw mit Drei-, Vier- und Sechszylindermotoren, die hergestellten Stückzahlen blieben jedoch gering. 1923 stellte Maudslay mit dem 15/80 nach neun Jahren wieder einen neukonstruierten Wagen vor. Angetrieben wurde das Fahrzeug von einem Sechszylindermotor mit 1,991 l Hubraum und zwei obenliegenden Nockenwellen. Es blieb jedoch bei einem Prototyp, Maudslay konzentrierte sich fortan auf die Produktion von Nutzfahrzeugen.
| Modell             | Bauzeit   | Zylinder | Hubraum cm³ | Bohrung mm | Hub mm |
| ------------------ | --------- | -------- | ----------- | ---------- | ------ |
| 18 HP              | 1902–1904 | 3        | 3383        |            |        |
| 25 HP              | 1904      | 3        | 4828        |            |        |
| 40 HP              | 1904      | 6        | 6766        |            |        |
| 60 HP              | 1904      | 6        | 9586        |            |        |
| 16/20 HP           | 1905      | 3        | 3127        | 114,3      | 101,6  |
| 20 HP              | 1905      | 4        | 3656        |            |        |
| 20/30 HP           | 1906–1907 | 4        | 4170        | 114,3      | 101,6  |
| 30/40 HP           | 1906      | 4        | 6435        | 127        | 127    |
| 27 HP              | 1906–1915 | 6        | 4961        |            |        |
| 30/40 HP           | 1906      | 6        | 6126        |            |        |
| 35/45 HP           | 1907–1911 | 4        | 6437        |            |        |
| 25/30 HP           | 1908–1911 | 4        | 5187        |            |        |
| 60 HP              | 1909      | 6        | 9656        |            |        |
| 17 HP              | 1910–1914 | 4        | 3308        |            |        |
| 15/80 HP Prototype | 1923      | 6        | 1991        |            |        |

Ein Pkw dieser Marke ist im Coventry Transport Museum in Coventry zu besichtigen.

## Nutzfahrzeuge

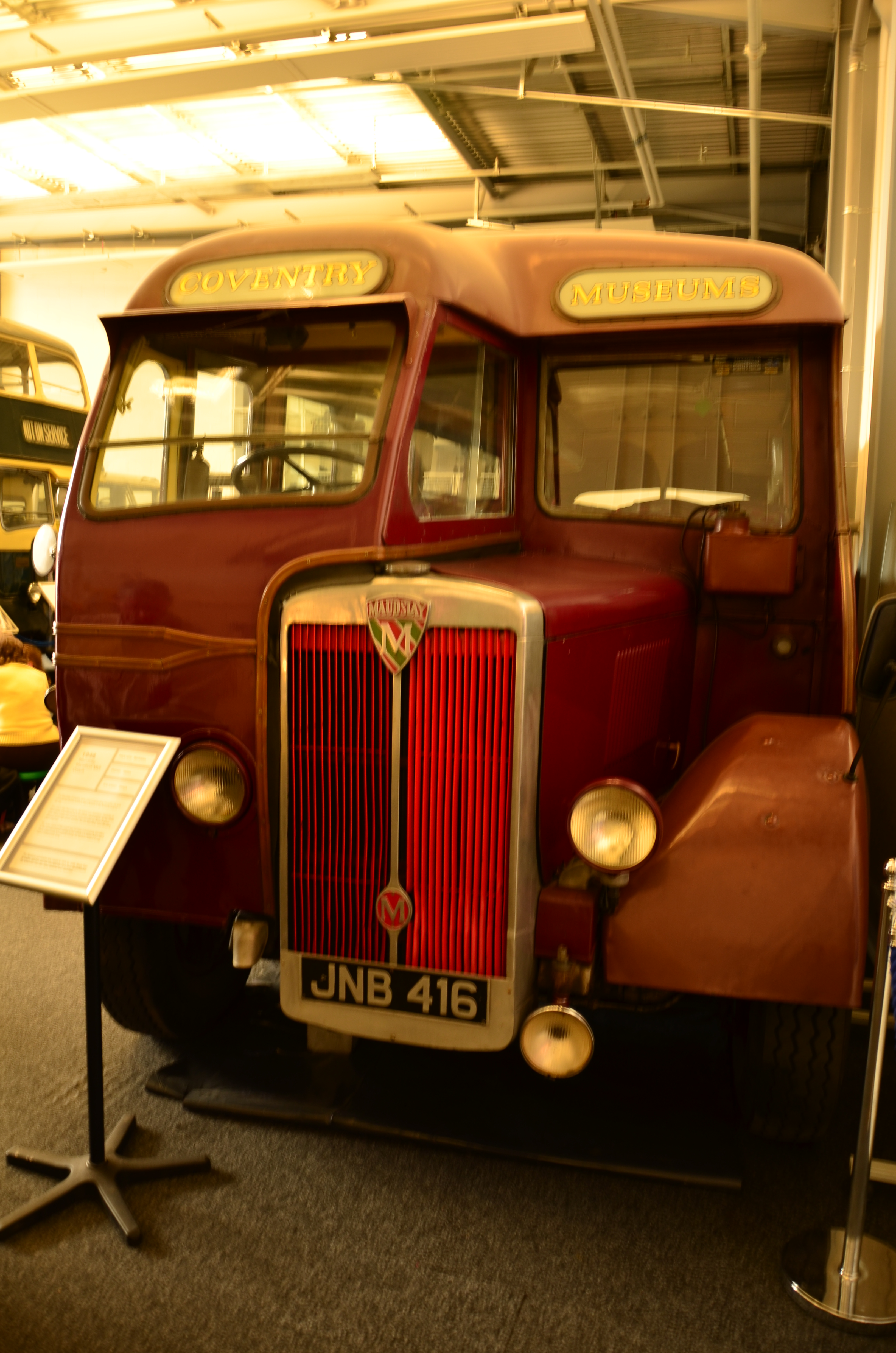
Maudslay Marathon II

Erstes Nutzfahrzeug des Unternehmens war ein Lastkraftwagen mit einer Nutzlast von 3 tons, der von einem 30/40 bhp Vierzylindermotor angetrieben wurde. Das 1907 entwickelte Fahrzeug gewann bei den RAC Industrial Motor Trials eine Goldmedaille. 1912 wurden einige Fahrgestelle für Nutzlasten von 30 cwt, 3 bzw. 5 tons produziert. Auch während des Ersten Weltkrieges produzierte man einige Fahrzeuge, konzentrierte sich jedoch auf die Fertigung von Baugruppen für Flugzeugmotoren.
Auf der Motor Show 1921 stellte Maudslay eine neue Generation von Nutzfahrzeugen vor. Dabei handelte es sich um Typen für Nutzlasten von jeweils 3/4, 4/5, 5/6 und 6/7 ton, die von einem 50 bhp leistenden Vierzylinder-Benzinmotor angetrieben wurden. Ergänzt wurde die Palette ab 1929 durch einen Dreiachser mit einer Nutzlast von 10 tons, der nun von einem 75 bhp leistenden Vierzylinder-Benzinmotor angetrieben wurde. Dieses Fahrzeug wurde besaß eine Schleppachse. Ungeachtet der Tatsache, dass die Hinterachse zwillingsbereift war, wurden derartiger Fahrzeuge im Vereinigten Königreich als six-wheeler bezeichnet.
Nach Einstellung der Pkw-Produktion konzentrierte sich Maudslay auf die Herstellung von Lastkraftwagen und Chassis für Omnibusse. Der Durchbruch gelang der Firma 1933 mit dem Mogul, der von einem Gardner-Dieselmotor angetrieben wurde. Der Zweiachser hatte eine Nutzlast von 6 tons, wurde aber steuerlich in die günstigere 4-tons-Klasse eingestuft.  1938 erschien eine neue Version, diesmal mit einer Nutzlast von 7,5 tons.
Das Unternehmen wurde von den Folgen der wirtschaftlichen Depression stark getroffen, so sank die Produktion auf fünfzig Fahrzeuge im Jahr ab. Mit der eintretenden wirtschaftlichen Belebung entwickelte Maudslay jedoch 1939 eine neue Reihe von Lkw-Typen. Entworfen wurden die Fahrzeuge von Siegfried Sperling, einem nach Großbritannien emigrierten Österreicher. Die mit Gardner-Motoren ausgerüsteten Fahrzeuge sollten auf der Commercial Motor Show 1939 vorgestellt werden, die jedoch wegen des Ausbruchs des Zweiten Weltkrieges abgesagt wurde. Kleinstes Modell der Reihe war der Merlin mit einer Nutzlast von 6 ton, gefolgt vom Mogul mit Nutzlasten von 6 bis 7,5 ton. Der Militant war das Kippermodell der Fahrzeugreihe mit einem Ladevolumen von 7 cu yd. Während die genannten Typen Zweiachser waren, handelte es sich beim Mustang um einen Dreiachser mit Zwillings-Vorderachse und einer Nutzlast von 10 tons. Der Mahrajah war ein konventioneller Dreiachser mit einer Nutzlast von 13 tons und der Maharanee eine Sattelzugmaschine für 13 tons Anhängelast. Beim Mikado handelte es sich um einen Vierachser mit 15 ton Nutzlast. Nach Kriegsbeginn wurde der Name dieses Typs in Meritor geändert.
Die neu entwickelten Fahrzeugtypen wurden nicht mehr alle in Produktion genommen. Während des Krieges fertigte Maudslay den Mogul weiter, ebenso den Militant und den Merlin II.
Nach Ende des Zweiten Weltkrieges wurden die von Sperling entwickelten Typen für den zivilen Markt in Serie produziert, doch bereits 1948 ging das Unternehmen in der Associated Commercial Vehicle group auf.  Ergänzt wurde die Palette durch den Marathon, ein Chassis für Busse mit Frontlenkeraufbau. Neben den ursprünglich von Maudslay entwickelten Typen, die teilweise weiter produziert wurden, wurden nun auch von AEC entworfene Lastkraftwagen hergestellt. Die Produktion wurde jedoch schon 1954 endgültig beendet.